# Anselmo Marabini
Anselmo Marabini (Imola, 16 ottobre 1865 – Imola, 9 ottobre 1948) è stato un politico italiano.

## Biografia
Aderì alla sezione italiana della Prima Internazionale e fu tra i fondatori del Partito Socialista Italiano al Congresso di Genova del 1892. Eletto alla Camera nel 1919, al XVII Congresso del PSI partecipò alla scissione della frazione comunista e alla successiva fondazione del PCd'I.
Rieletto alle elezioni del 1921, fu costretto all'esilio dal fascismo, per rientrare in Italia nel 1945. Dal 1923 al 1945 visse in URSS. A quel tempo, era un membro del Comitato Esecutivo del Soccorso Rosso Internazionale. Nel 1927 scrisse il libro:  «Фашистская Италия» («L'Italia fascista»).
Il figlio, Andrea, fu eletto nelle file del Partito Comunista Italiano alla Camera dei deputati e successivamente al Senato, nelle prime tre legislature della Repubblica.
Una targa con ritratto a medaglione lo ricorda nel Cimitero del Piratello di Imola, dove è sepolto.

## Libri
- Prime lotte socialiste: Lontani ricordi di un vecchio militante, Roma : Edizioni Rinascita, 1949. Branch Call Number: HX286.5 .M37 1949x. Characteristics: 334 p. : ports. ; 19 cm.
  - Prime lotte socialiste. Lontani ricordi di un vecchio militante Condividi, di Anselmo Marabini, Editrice Galeati, 1968, Seconda edizione a cura della Federazione Imolese del Partito Comunista Italiano. Dall'indice: Prima parte: Moti anarchici e fermenti socialisti; Seconda parte: I primi anni del Partito Socialista.